# Șevcenka, Iakîmivka
Șevcenka (în ucraineană Шевченка) este un sat în comuna Ciornozemne din raionul Iakîmivka, regiunea Zaporijjea, Ucraina.

## Demografie
Componența lingvistică a localității Șevcenka
     Ucraineană (66,02%)
     Rusă (32,82%)
     Alte limbi (0,19%)
Conform recensământului din 2001, majoritatea populației localității Șevcenka era vorbitoare de ucraineană (66,02%), existând în minoritate și vorbitori de rusă (32,82%).